# Горки (Вілейський район)
Горки (біл. вёска Горкі) — село в складі Вілейського району Мінської області, Білорусь. Село підпорядковане Костеневицькій сільській раді, розташоване в північній частині області.

## Історія
У 1921–1945 роках село знаходилось у Польщі, у Вільнюськім воєводстві, Вілейського повіту, у гміні Ілля, з 1932 у гміні Костеневичі.

## Населення
- 1866 рік — 38 людини, 5 будинків[1]
- 1921 рік — 69 людини, 11 будинків[2].
- 1931 рік — 82 людини, 15 будинків[3].